# سرنجداخ
سرنجداخ (به کردی: سرنجداخ، Sirincdax) روستایی از توابع بخش زیویه در شهرستان سقز است که در استان کردستان ایران قرار دارد.

## جمعیت
این روستا در دهستان خورخوره واقع شده و براساس سرشماری سال ۱۳۸۵، جمعیت آن ۱۴۹ نفر (۲۱ خانوار) بوده‌است.